# Ividő
Az Ividő költött név, a jó idő szókapcsolat régies helyesírású formája miatti téves olvasatból keletkezett.

## Gyakorisága
Az 1990-es években szórványos név, a 2000-es években nem szerepel a 100 leggyakoribb női név között.

## Névnapok
ajánlott névnap
- június 15.[2]